# Liga Mayor de Fútbol de Maldonado
La Liga Mayor de Fútbol de Maldonado es una de las ligas de fútbol más importantes de afuera y es la liga que más campeonatos ha logrado en la OFI; fue fundada el 19 de abril de 1995 con la fusión de la Liga Capital de Fútbol de Maldonado y la Liga Carolina de Fútbol. Es una de las ligas más poderosas al haber ganado sus clubes la Copa Nacional de Clubes en quince ocasiones  (la última fue San Carlos en 2013) y llegando en otras tres ocasiones a la final.

## Clubes

### Primera División (10)
| Club                | Ciudad         | Estadio                           | Fundación                |
| ------------------- | -------------- | --------------------------------- | ------------------------ |
| Peñarol S.C         | San Carlos     | Parque “Quintin Cuadrado Cabrera” | 29 de mayo de 1952       |
| Atlético Fernandino | Maldonado      | Estadio de Atlético Fernandino    | 12 de octubre de 1905    |
| Barrio Rivera 33    | Maldonado      | Estadio "Rafael Mendez"           | 17 de octubre de 1958    |
| Colón               | San Carlos     | Parque "Tomás Alvira"             | 24 de abril de 1955      |
| Artigas Juniors     | Maldonado      | Parque “Marino Calabuig"          | 22 de febrero de 1978    |
| Neptuno             | San Carlos     | Parque "Palermo”                  | 22 de septiembre de 1949 |
| Ituzaingó           | Punta del Este | Parque "San Rafael"               | 11 de julio de 1951      |
| Libertad            | San Carlos     | Estadio "Alvaro Pérez"            | 1 de marzo de 1931       |
| Punta del Este      | Punta del Este | Parque "Beverly Hills"            | 10 de noviembre de 1952  |
| San Carlos          | San Carlos     | Estadio "Fernando Agorrody"       | 19 de noviembre de 1919  |

### Divisional Ascenso (10)
| Club                 | Ciudad         | Estadio                       | Fundación            |
| -------------------- | -------------- | ----------------------------- | -------------------- |
| Punta Ballena        | Punta Ballena  | Parque "Ballenero"            | 1 de mayo de 1951    |
| Gardel               | San Carlos     | Parque La Alameda             | 25 de agosto de 1959 |
| Central Molino       | Maldonado      | Parque "Máximo Moreno"        | 19 de junio de 1950  |
| Hipódromo El Peñasco | Maldonado      | Parque "Hipódromo El Peñasco" | 1993                 |
| Alianza 5            | Punta del Este | Cancha de Alianza 5           | 15 de marzo de 1968  |
| Kennedy              | Maldonado      | Cancha de Deportivo Kennedy   | 2 de octubre de 1962 |
| Defensor             | Maldonado      | Parque “Antonio Grossy Dutra" | 9 de octubre de 1934 |
| San Martín           | Maldonado      | Parque "Los Treinta y Tres"   | 1 de mayo de 1966    |
| Charrúas             | Maldonado      | Cancha de Charrúas            | abril de 2002        |
| Barrio Perlita       | Maldonado      | Parque "José Guadalupe"       | 7 de junio de 1968   |

### Desafiliados[1]
| Club                       | Ciudad         | Estadio                         | Fundación                | Temporadas Primera División | Temporadas Consecutivas | Títulos                       | Situación Actual                                       |  |
| San Lorenzo                | San Carlos     | no tiene                        | 8 de setiembre de 1942   | 0                           | 0                       | 0                             | sólo en formativas                                     |  |
| Deportivo Maldonado S.A.D. | Maldonado      | Estadio Domingo Burgueño Miguel | -25 de agosto de 1928    | 0                           | 0                       | 9 (liga capital de Maldonado) | Afiliado a la Asociación Uruguaya de Fútbol desde 1995 |  |
| Huracán                    | San Carlos     | Cancha de Huracán               | 30 de diciembre de 1938  | 4                           | 3                       | 1 (Div. Ascenso)              | Licencia esta temporada                                |  |
| Nacional (San Carlos)      | San Carlos     | Parque "Tricolor"               | 1 de mayo de 1950        | 3                           | 2                       | 2 (Div. Ascenso)              | Licencia esta temporada                                |  |
| Peñarol (Maldonado)        | Maldonado      | Cancha de Peñarol               | 14 de julio de 1947      | 3                           | 2                       | 1 (Div. Ascenso)              | Licencia hasta 2021                                    |  |
| Atenas                     | San Carlos     | Estadio Ateniense               | 1 de mayo de 1928        | 7                           | 7                       | 3 (Primera Div.)              | Actualmente en la AUF afiliado en 2002                 |  |
| River Plate                | Maldonado      | no tiene                        | 4 de junio de 2013       | 0                           | 0                       | 0                             | Desafiliado                                            |  |
| Nacional (Maldonado)       | Maldonado      | -                               | -                        | 0                           | 0                       | 0                             | Desafiliado                                            |  |
| Conrad                     | Punta del Este | no tiene                        | 5 de junio de 2003       | 2                           | 2                       | 0                             | Desafiliado                                            |  |
| Círculo Policial           | Maldonado      | -                               | -                        | 0                           | 0                       | 0                             | Desafiliado                                            |  |
| Casino Punta del Este      | Punta del Este | -                               | -                        | 2                           | 2                       | 0                             | Desafiliado                                            |  |
| Oriental Odizzio           | Maldonado      | -                               | -                        | 1                           | 1                       | 1 (Div. Ascenso               | Desafiliado                                            |  |
| La Barra                   | La Barra       | -                               | 21 de septiembre de 1945 | 3                           | 3                       | 1 (Div. Ascenso               | Desafiliado                                            |  |

## Palmarés

### Liga Capital de Fútbol de Maldonado
| Año  | Campeón             |
| ---- | ------------------- |
| 1951 | Atlético Fernandino |
| 1952 | Deportivo Maldonado |
| 1953 | Atlético Fernandino |
| 1954 | Punta del Este      |
| 1955 | Atlético Fernandino |
| 1956 | Defensor            |
| 1957 | Atlético Fernandino |
| 1958 | Atlético Fernandino |
| 1959 | Atlético Fernandino |
| 1960 | Deportivo Maldonado |
| 1961 | Deportivo Maldonado |
| 1962 | Punta del Este      |
| 1963 | Ituzaingó           |
| 1964 | Sin Datos           |
| 1965 | Atlético Fernandino |

| Año  | Campeón             |
| ---- | ------------------- |
| 1966 | Defensor            |
| 1967 | Punta del Este      |
| 1968 | Sin Datos           |
| 1969 | Deportivo Maldonado |
| 1970 | Atlético Fernandino |
| 1971 | Defensor            |
| 1972 | Atlético Fernandino |
| 1973 | Atlético Fernandino |
| 1974 | Deportivo Maldonado |
| 1975 | Ituzaingó           |
| 1976 | Punta del Este      |
| 1977 | Deportivo Maldonado |
| 1978 | Peñarol Fernandino  |
| 1979 | Punta del Este      |
| 1980 | Deportivo Maldonado |

| Año  | Campeón             |
| ---- | ------------------- |
| 1981 | Punta Ballena       |
| 1982 | Sin Datos           |
| 1983 | Atlético Fernandino |
| 1984 | Sin Datos           |
| 1985 | Punta Ballena       |
| 1986 | Barrio Rivera 33    |
| 1987 | Deportivo Maldonado |
| 1988 | Ituzaingó           |
| 1989 | Punta del Este      |
| 1990 | Punta del Este      |
| 1991 | Punta del Este      |
| 1992 | Deportivo Maldonado |
| 1993 | Punta del Este      |
| 1994 | Ituzaingó           |

- Atlético Fernandino 11
- Deportivo Maldonado 9
- Punta del Este 9
- Club Atlético Ituzaingó (Uruguay) 4
- Defensor 3
- Punta Ballena 2
- Barrio Rivera 33 1
- peñarol 1
- Sin Datos: 1964, 1968, 1982 y 1984

### Liga Carolina de Fútbol
| Año  | Campeón    |
| ---- | ---------- |
| 1951 | San Carlos |
| 1952 | San Carlos |
| 1953 | San Carlos |
| 1954 | Atenas     |
| 1955 | San Carlos |
| 1956 | Libertad   |
| 1957 | Libertad   |
| 1958 | San Carlos |
| 1959 | Libertad   |
| 1960 | Libertad   |
| 1961 | Atenas     |
| 1962 | Atenas     |
| 1963 | Atenas     |
| 1964 | Atenas     |
| 1965 | Atenas     |

| Año  | Campeón     |
| ---- | ----------- |
| 1966 | Atenas      |
| 1967 | Libertad    |
| 1968 | San Carlos  |
| 1969 | Atenas      |
| 1970 | Atenas      |
| 1971 | Atenas      |
| 1972 | San Carlos  |
| 1973 | Atenas      |
| 1974 | Atenas      |
| 1975 | San Carlos  |
| 1976 | San Carlos  |
| 1977 | San Carlos  |
| 1978 | Atenas      |
| 1979 | Atenas      |
| 1980 | Peñarol S.C |

| Año  | Campeón          |
| ---- | ---------------- |
| 1981 | Peñarol S.C      |
| 1982 | Colón            |
| 1983 | Peñarol S.C      |
| 1984 | Deportivo Gardel |
| 1985 | Atenas           |
| 1986 | Atenas           |
| 1987 | Atenas           |
| 1988 | Atenas           |
| 1989 | Atenas           |
| 1990 | Atenas           |
| 1991 | Atenas           |
| 1992 | Atenas           |
| 1993 | Atenas           |
| 1994 | Libertad         |

- Atenas 23
- San Carlos 10
- Libertad 6
- Peñarol S.C 3
- Colón 1
- Deportivo Gardel 1